# Caribattus inutilis
Caribattus inutilis là một loài nhện trong họ Salticidae.
Loài này thuộc chi Caribattus. Caribattus inutilis được Elizabeth Maria Gifford Peckham & George William Peckham miêu tả năm 1901.